# Epsilonema serrulatum
Epsilonema serrulatum is een rondwormensoort uit de familie van de Epsilonematidae. De wetenschappelijke naam van de soort is voor het eerst geldig gepubliceerd in 1973 door Lorenzen.